# إدي غراي (لاعب كرة قدم)
إدي غراي (بالإنجليزية: Eddie Gray)‏ (19 أكتوبر 1934 في المملكة المتحدة - ) هو لاعب كرة قدم بريطاني في مركزي الهجوم ومهاجم داخلي. لعب مع نادي هيبرنيان ويوفل تاون ونادي بارو ونادي ستيرلينغ ألبيون وأكرينجتون ستانلي ‏ ونادي لانارك الثالث وفورفار أثلتيك ‏ ونادي ألبيون روفرز.